# Geo Mod
Geo Mod (рус. Гео-мод) — игровой движок, разработанный американской студией Volition, Inc. в 2001 году и используемый в разработанных ею компьютерных играх «Red Faction» и «Red Faction II». Отличительной особенностью «Geo Mod» являются его широкие возможности по разрушению окружающей среды и деформации ландшафта. Название движка происходит от слов «Geometry Modification Technology» (рус. Технология Модификации Геометрии ). «Geo Mod» является проприетарным программным продуктом, разработанными Volition для внутренних целей и потому не лицензируется. «Geo Mod» является кроссплатформенным программным обеспечением и поддерживает IBM PC-совместимые компьютеры под управлением Microsoft Windows и Mac OS, а также игровые консоли Xbox, PlayStation 2 и Nintendo GameCube.
Преемником «Geo Mod» стал «Geo Mod 2», который был впервые представлен в 2009 году в игре «Red Faction: Guerrilla» и поддерживал физически достоверные разрушения.

## Разработка и использование
Ведущим программистом Volition и основным разработчиком системы разрушения «Geo Mod» был Джон Слагель (англ. John Slagel), который, по собственным воспоминаниям, потратил более полугода на создание системы разрушений, изучая множество материалов и проводя эксперименты. В процессе разработки этой подсистемы он взял консультацию у профессора Кристофера Хоффмана (англ. Christoph Hoffman), автора книги «Geometric and Solid modeling», которую Слагель использовал. Вместе с тем, финальный исходный код, ответственный за разрушения, является достаточно простым по сравнению с другим кодом из движка. Кроме модуля реализации разрушений, который был написан Слагелем, несколько других программистов модифицировали другие системы движка, приводя их в соответствие с системой разрушений. К примеру, механизм поиска пути для игрового ИИ должен был динамически корректироваться в зависимости от разрушений на уровне, объекты, под которыми не было никакой опоры, должны были падать, деколи, гильзы и другие мелкие объекты должны «знать» о «пробитых дырах» и учитывать их и т. д. После выхода «Red Faction» Слагель переписал некоторые его части для «Red Faction II».

## Основные характеристики
Основной отличительной особенностью «Geo Mod» от других движков его времени была уникальная технология, позволявшая динамично разрушать любые строения и объекты на игровом уровне. Однако эти разрушения являлись больше графическим эффектом, нежели физически достоверным взаимодействием, влияющим на объекты. К примеру, разрушив почву под строением, этим самым невозможно было привести к его оседанию и разрушению. Этих недостатков был лишен наследник «Geo Mod» — «Geo Mod 2», однако он позволял разрушать лишь строения на заранее определённые компоненты, а не динамически, и не позволял деформировать ландшафт.
Система разрушения в «Geo Mod» полностью построена на принципах конструктивной сплошной геометрии (англ. CSG) и является графическим приёмом. При создании дыры в стене уровня, к примеру, происходит булевая операция разности, на основании которой определённые полигоны удаляются, модифицируются и создаются. Из-за возможности пробивать различные преграды разработчики не могли использовать технологии предпросчитанного освещения или PVS, а динамически обновляли освещение при создании каждой дыры, пробивающей стену.
Система разрушений является полностью динамичной, поэтому разработчики должны были «подстраивать» под неё все остальные части движка. Так, создание путей для ботов происходит динамически и принимает во внимание разрушения. Механизм порталов обновляется автоматически, превращая каждую сквозную дыру между двумя пустотами в отдельный портал. Структуры, участвующие в обнаружениях столкновений, динамически обновляются, используя AABB. Разные декали (дырки от путь, кровь и т. д.) устраняются из поверхностей, которые разрушаются, и динамически учитывают изменившуюся геометрию.
В первой версии движка, присутствующей в «Red Faction», при достижении лимита доступной оперативной памяти в связи с активными разрушениями, производимыми игроком, движок ограничивал дальнейшие возможности в разрушении уровней. В обновленной версии движка, представленной в «Red Faction II», движок позволял делать игроку неограниченное количество разрушений, однако при достижении предела памяти он убирал (очищал из памяти) самые старые разрушения.
- Механизм «Geo Mod»
- Зелёный прямоугольник — это комната, а чёрный круг — часть стены, в которую выстрелил игрок из мощного оружия и которая вследствие этого должна быть уничтожена.
- Необходимо найти все полигоны из прямоугольника и круга, которые пересекаются друг с другом, и разделить их на более мелкие полигоны вдоль линии пересечения. Таким образом, никакие полигоны из этих двух объектов не будут пересекаться, а лишь дотрагиваться один к одному.
- На третьем шаге необходимо найти все полигоны прямоугольника, находящиеся внутри круга, и удалить их.
- Далее необходимо найти все полигоны круга, находящиеся внутри прямоугольника, и также удалить их.
- На последнем шаге необходимо объединить оставшиеся полигоны из прямоугольника и круга между собой, создав единую область, обновив дерево видимости и создав портал.

## Отзывы и оценки
Журналист GameSpot Грег Касавин (англ. Greg Kasavin), обозревавший ПК-версию «Red Faction», очень положительно описал разрушаемость, предоставляемую «Geo Mod». Он отметил, что в однопользовательской игре она очень ограничена, и раскрывает все свои возможности в многопользовательском режиме, причём возможность разрушений стен и перегородок серьёзно меняет многопользовательский геймплей, делая его непохожим на другие игры. Графический движок был оценен также положительно, хотя было отмечено, что для обеспечения плавной частоты кадров необходимо иметь мощный ПК. Также были отмечены некоторые программные ошибки и нестабильности.
Сайт IGN.com написал три разные рецензии на «Red Faction» для трёх разных платформ — PC, PlayStation 2 и N-Gage. Поскольку в версии игры на N-Gage «Geo Mod» отсутствует, он рассматривался журналистами в первых двух рецензиях. Технология «Geo Mod» была описана положительно в том плане, что она кардинально меняет геймплей и подход к прохождению уровней. Разрушаемое окружение открывает новые подходы, геймплейные особенности и проблемы, что журналисты расценили очень положительно. Графическое исполнение на PlayStation 2 было оценено очень положительно, журналисты отметили высокое разрешение, высоко детализированное качество текстур и трёхмерных моделей и удачно подобранную цветовую палитру. Напротив, графика ПК-версии была описана значительно более прохладно, и основной причиной её плохого качества было названо то, что ПК-версия «Red Faction» была портирована с PlayStation 2.
Рецензент сайта Absolute Games Владимир Горячев aka Nomad в рецензии на «Red Faction» относительно детально описал технологическую основу игры — «Geo Mod». Журналист восторженно отозвался о технологии, однако отрицательно оценил её использование в игре. Согласно Горячеву, в целях сохранения баланса и линейности уровней их дизайнеры кардинально ограничили использование «Geo Mod», и поэтому в 95 % однопользовательской игры данная технология недоступна. Её истинный потенциал раскрывается лишь в многопользовательском режиме, где ограничение на «Geo Mod» отсутствует. Помимо неё, обозреватель положительно отозвался о физике и разрушаемости стекла, которое ведёт себя в соответствии законами физики, пробивается в месте попадания пули, учитывает влияние ударной волны и ведёт себя очень эффектно. Графическая компонента «Geo Mod» была раскритикована. Её Горячев объяснил фактом портирования ПК-версии «Red Faction» с PlayStation 2, чьи ограниченные ресурсы принудили разработчиков использовать старые технологии.